# Diphyus excultorius
Diphyus excultorius är en stekelart som först beskrevs av Dalla Torre 1901.  Diphyus excultorius ingår i släktet Diphyus och familjen brokparasitsteklar. Inga underarter finns listade i Catalogue of Life.